# (37553) 1981 EN43
1981 EN43 (asteroide 37553) é um asteroide da cintura principal. Possui uma excentricidade de 0.10249470 e uma inclinação de 10.58714º.
Este asteroide foi descoberto no dia 3 de março de 1981 por Schelte J. Bus em Siding Spring.